# Morus rubra
Morus rubra, és una espècie de morera nativa de l'est dels Estats Units És una espècie comuna als Estats Units però amenaçada de desaparició al Canadà.
És un arbre caducifoli de 10-15 m d'alt, rarament 20 m. Les fulles són alternades i simples de 7-14 cm de llarg i 6-12 cm d'ample. El pecíol de la fulla exuda làtex si se'l trenca. Suporta fins -25 °C.
Poden ser dioiques o tenir els dos sexes a la mateixa planta (monoica).
El fruit és comestible dolç i de bon gust, compost de diverses drupes de 2-3 cm de llarg, de color porpra fosc quan està madur.

## Conservació
Aquesta espècie està amenaçada per la hubridació amb la morera blanca (M. alba), introduïda des d'Àsia.

## Usos
Les tribus natives americanes powhatan ja se'n menjaven el fruit.